# Bootstrapping (Zinsen)
Bootstrapping ist ein Verfahren, mit dem risikofreie Zinssätze aus Renditen von Kuponanleihen, welche an effizienten Märkten gehandelt werden, hergeleitet werden können. Mit den hergeleiteten Zinssätzen lässt sich dann die Zinsstrukturkurve darstellen. Mittels des Bootstrapping-Verfahrens ist es möglich, das sogenannte Wiederanlagerisiko zu eliminieren.
Bootstrapping ist nicht mit Nullkuponanleihen möglich, da diese nicht an effizienten Märkten gehandelt werden.
Beim Bootstrapping wird zunächst der risikofreie Zinssatz der kleinsten Periode, also beginnend am kurzen Ende der Zinsstruktur, hergeleitet und dann sukzessiv um die nächstlängere Periode erweitert.

## Verfahren
Das Vorgehen kann wie folgt beschrieben werden:
Aus der Rendite einer einjährigen Kuponanleihe erhält man den einjährigen risikofreien Zinssatz, aus einer zweijährigen Kuponanleihe in Verbindung mit der einjährigen Kuponanleihe erhält man den zweijährigen risikofreien Zinssatz usw.

## Formel
{\displaystyle r_{n}={\sqrt[{n}]{\frac {N+k}{\left(K-{\frac {k}{(1+r_{1})^{1}}}-{\frac {k}{(1+r_{2})^{2}}}-\dots -{\frac {k}{(1+r_{n-1})^{n-1}}}\right)}}}-1}
mit:
{\displaystyle K} = Kurs einer Anleihe (entspricht dem Barwert einer Anleihe)
{\displaystyle k} = Kupon einer Anleihe
{\displaystyle N} = Nennwert einer Anleihe
{\displaystyle R} = Rendite einer Anleihe
{\displaystyle r} = risikofreier Zinssatz
Annahme: {\displaystyle r_{1}=R_{1}}

## Beispiel
Gegeben sei der Kurs einer Anleihe (100 GE) sowie die 1-jährige Rendite einer Anleihe (1 %), die 2-jährige Rendite einer Anleihe (3 %) und die 3-jährige Rendite einer Anleihe (5 %). 
Zunächst werden nur die ersten zwei Jahre betrachtet und damit folgende Form gebildet: 
{\displaystyle 100={\frac {3}{(1+0{,}01)^{1}}}+{\frac {103}{(1+r_{2})^{2}}}}.
Durch einfache Umformung erhält man
{\displaystyle r_{2}={\sqrt {\frac {103}{100-{\frac {3}{1{,}01}}}}}-1}.
Man erhält den risikofreien Zinssatz {\displaystyle r_{2}} von ca. 3,03 %.
Um nun den risikofreien Zinssatz {\displaystyle r_{3}} zu ermitteln wird, basierend auf dem risikofreien Zinssatz {\displaystyle r_{2}}, die Rendite der 3-jährigen Anleihe in der Formel hinzugefügt: 
{\displaystyle 100={\frac {5}{(1+0{,}01)^{1}}}+{\frac {5}{(1+0{,}0303)^{2}}}+{\frac {105}{(1+r_{3})^{3}}}}.
Durch Umformung erhält man
{\displaystyle r_{3}={\sqrt[{3}]{\frac {105}{\left(100-{\frac {5}{1{,}01}}-{\frac {5}{1{,}0303^{2}}}\right)}}}-1}.
Man erhält den risikofreien Zinssatz {\displaystyle r_{3}} von ca. 5,14 %.